# Phan Khắc Sửu
Phan Khắc Sửu (1893 – 1970) là một chính trị gia Việt Nam, từng giữ chức Bộ trưởng trong chính phủ Quốc gia Việt Nam thời Quốc trưởng Bảo Đại, Quốc trưởng Việt Nam Cộng hòa giai đoạn (1964 – 1965).

## Tiểu sử
Phan Khắc Sửu sinh ngày 9 tháng 1 năm 1893, xuất thân từ gia đình điền chủ ở làng Mỹ Thuận, tổng An Trường, quận Cái Vồn, tỉnh Cần Thơ (ngày nay là phường Cái Vồn, thị xã Bình Minh, tỉnh Vĩnh Long) và nhập môn làm tín đồ đạo Cao Đài thuộc chi phái Tiên Thiên trong khi ở tù Côn Đảo, về sau được ban đạo hiệu là Huỳnh Đức.
Năm 1924, ông sang du học ở Tunis rồi sang Paris, Pháp nơi ông đậu bằng kỹ sư canh nông.

## Hoạt động chính trị trước năm 1945
Sau khi về nước, ông làm Chính sự vụ Sở nghiên cứu kinh tế và kỹ thuật ở Nam Kỳ từ năm 1930. Tuy nhiên, ngay trong năm đó, ông tham gia ủng hộ Phong trào Sinh viên chống lại chính sách thuộc địa của chính quyền thực dân Pháp và đề xướng Phong trào Cách mạng Thống nhất dân An Nam. Năm 1940, ông tham gia và hoạt động tích cực trong tổ chức Việt Nam Nhân dân Cách mệnh Đảng, một tổ chức chính trị hoạt động đòi độc lập cho Việt Nam. Vì vậy, ông bị chính quyền thuộc địa của Toàn quyền Đông Dương Jean Decoux bắt tuyên án 8 năm lao động khổ sai và giam ở Côn Đảo.

## Từ Cách mạng tháng Tám đến Quốc gia Việt Nam
Sau khi Nhật đảo chính Pháp ngày 9 tháng 3 năm 1945, ông được trả tự do trở về đất liền. Ông cùng với bác sĩ Phạm Ngọc Thạch thành lập Việt Nam Quốc gia Độc lập Đảng tại Sài Gòn, một tổ chức chính trị chống Pháp dưới sự hậu thuẫn của Nhật. Ông cũng tham gia tờ báo Dân Quý làm cơ quan phát ngôn của đảng.
Khi Pháp tái chiếm Nam Bộ, ông bày tỏ thái độ bất hợp tác với cả hai chính quyền Pháp lẫn Việt Minh. Năm 1948, ông gia nhập vào Việt Nam Dân chủ Xã hội Đảng, một đảng chính trị với thành phần chủ yếu là tín đồ Hòa Hảo, chủ trương ủng hộ giải pháp Bảo Đại. 
Với hậu thuẫn này, khi chính phủ Bảo Đại được thành lập năm 1949, ông được cử làm Bộ trưởng Canh nông và Cứu tế xã hội nhưng chỉ một thời gian ngắn ông xin từ chức.
Đầu năm 1954, Thủ tướng Nguyễn Phúc Bửu Lộc mời ông làm Bộ trưởng một lần nữa, ông cũng từ chối, chỉ nhận tham gia Hội nghị toàn quốc trong Tiểu ban nghiên cứu vấn đề độc lập của Việt Nam.

## Đệ Nhất Cộng hòa
Khi Ngô Đình Diệm về nước nắm quyền Thủ tướng, ông được mời giữ chức Tổng trưởng Canh nông và Cải cách Điền địa. Tuy nhiên, không lâu sau, ông nhận thấy được sự thiếu thực tâm và những mầm mống độc tài của Ngô Đình Diệm nên đã từ chức sau khi nhậm chức không bao lâu.
Tích cực trong việc vận động thống nhất các chi phái Cao Đài trong Cơ quan Cao Đài Quy Nhứt tại Tam Giáo Điện chi Minh Tân, tháng 8 năm 1955, ông được cơ bút chi phái Tiên Thiên giáng phong làm Thượng Đầu Sư.
Ông đã nhiều lần gửi thư đưa yêu sách, khuyến cáo Tổng thống Diệm thay đổi chính sách; nên bị chính quyền đương thời xem ông thuộc "thành phần chống đối".
Tháng 2 năm 1959, ông đắc cử dân biểu (đơn vị bầu cử Sài Gòn) rồi gia nhập Mặt trận Đại đoàn kết Quốc dân cùng với Nguyễn Tường Tam đối lập với chính phủ. Ngày 26 tháng 4 năm 1960, ông cùng 17 nhân sĩ ký tên vào bản tuyên cáo, về sau nổi tiếng với tên gọi "Tuyên cáo Caravelle", chỉ trích các sai lầm của chính quyền và yêu cầu Tổng thống phải cải tổ. Việc làm này càng làm ông trở thành cái gai trong mắt chính quyền. Nhân cuộc đảo chính ngày 11 tháng 11 năm 1960 thất bại, ông bị chính quyền quy tội ủng hộ đảo chính và bắt giam. Đêm 11 tháng 7 năm 1963, ông bị tòa án quân sự đặc biệt Sài Gòn kết án 8 năm cấm cố cùng với Phan Quang Đán, Vũ Hồng Khanh, Bùi Lương... Lúc tự biện hộ trước tòa, ông đã nói: "Nếu tôi có tội, thì tôi chỉ có mỗi một tội, là tội đuổi Pháp ra khỏi Sài Gòn, tội vì Dân tộc mà thôi!".
Ngày 31 tháng 7 năm 1963, ông bị đày ra Côn Đảo thụ án. Tuy nhiên, chỉ sau đó 3 tháng, một cuộc đảo chính khác nổ ra, lật đổ Ngô Đình Diệm, ông được đón về Sài Gòn.

## Quốc trưởng Việt Nam Cộng hòa
Sau cuộc khủng hoảng "Tam đầu chế", ngày 8 tháng 9 năm 1964, ông được Ủy ban Lãnh đạo Lâm thời (Tam đầu chế) mời vào Thượng Hội đồng Quốc gia. Ngày 27 tháng 9, Thượng Hội đồng bầu Phan Khắc Sửu làm Chủ tịch. Ông đã chủ tọa Thượng Hội đồng soạn thảo Ước pháp ngày 20 tháng 10 năm 1964 để thay thế cho Hiến chương lâm thời ngày 4 tháng 11 năm 1963, vốn đặt quyền lực vào tay quân đội, về danh nghĩa trao chủ quyền quốc gia lại cho đại diện dân cử đảm nhiệm. Ngày 24 tháng 10, ông được Thượng Hội đồng đề cử vào ngôi vị Quốc trưởng.
Sau khi nhậm chức Quốc trưởng, ngày 4 tháng 11 năm 1964, ông đã bổ nhiệm Trần Văn Hương làm thủ tướng, tức là vị thủ tướng dân sự đầu tiên kể từ khi nền Đệ Nhất Cộng hòa của tổng thống Ngô Đình Diệm bị phe quân đội lật đổ. Tuy nhiên, chính phủ Trần Văn Hương nhanh chóng bị tê liệt bởi sự phản đối của nhiều giới cũng như thiếu hợp tác của Hội đồng Quân nhân.
Khủng hoảng kéo dài trong 2 tháng, ngày 18 tháng 12 năm 1964, tướng Nguyễn Khánh cầm đầu các tướng trẻ thành lập Hội đồng Quân lực và sau đó 2 ngày thì ra lệnh giải thể Thượng Hội đồng. Tuy nhiên, ông vẫn được lưu nhiệm Quốc trưởng. Đến ngày 27 tháng 1 năm 1965, Thủ tướng Hương cũng bị buộc phải giải nhiệm, giao quyền Thủ tướng lại cho Phó thủ tướng Nguyễn Xuân Oánh.
Ngày 16 tháng 2 năm 1965, tướng Nguyễn Khánh, với danh nghĩa Chủ tịch Hội đồng Quân lực, đã ký quyết định tuyển nhiệm ông Phan Khắc Sửu làm Quốc trưởng và bổ nhiệm ông Phan Huy Quát làm Thủ tướng thành lập chính phủ mới. Chưa đến 10 ngày sau, ngày 25 tháng 2 năm 1965, tướng Nguyễn Khánh bị các tướng trẻ truất phế, phải nhận chức đại sứ lưu động ở nước ngoài. Chưa đầy 4 tháng sau, ngày 5 tháng 6 năm 1965, chính phủ dân sự của Thủ tướng Phan Huy Quát bị Hội đồng Quân lực giải tán. Các tướng trẻ thành lập một Hội đồng lãnh đạo quốc gia và cử Trung tướng Nguyễn Văn Thiệu là Chủ tịch, giữ vai trò Quốc trưởng. Ngày 14 tháng 6 năm 1965, Phan Khắc Sửu chính thức rời ngôi vị Quốc trưởng.
Nổi tiếng thanh liêm, ở cương vị Quốc Trưởng ông chỉ ăn cơm chính quyền chu cấp còn tiền lương chuyển sang quỹ trợ cấp xã hội cho đồng bào. Đặc biệt, bà Sửu là một tín hữu Cao Đài với đạo danh Huỳnh Điệp, không ngồi vị trí mệnh phụ phu nhân mà chỉ tự mua bán vải ở chợ Vườn Chuối quận 3 để trang trải cuộc sống chăm sóc con cháu.

## Hoạt động vào thời Đệ Nhị Cộng hòa
Năm 1966, ông trở lại hoạt động chính trị, một lần nữa đắc cử dân biểu và được bầu làm Chủ tịch Quốc hội. Trong cuộc bầu cử tổng thống ngày 4 tháng 9 năm 1967, liên danh 2 tướng Nguyễn Văn Thiệu - Nguyễn Cao Kỳ dù chỉ giành được 34,8% số phiếu bầu nhưng vẫn dẫn đầu để đắc cử. Quốc hội Việt Nam Cộng hòa đã nhóm họp và bỏ phiếu lại với 58 phiếu thuận và 43 phiếu chống. Sau vụ này, ông đã từ chức để phản đối chính quyền quân sự mang danh dân chủ nhưng cũng không thể đảo ngược được tình thế. Quá ngán ngẩm, ông rút khỏi chính trường.
Năm 1968, ông cùng với một số nhân sĩ như Nguyễn Thành Vinh, Trần Sinh Cát Bình... thành lập Phong trào Tân Dân Việt Nam.
Ông qua đời ngày 24 tháng 5 năm 1970. Tang lễ của ông được tổ chức theo nghi thức Quốc trưởng Việt Nam Cộng hòa, có tổng thống Nguyễn Văn Thiệu và nội các đến phúng và tặng "Đệ Nhất Bảo quốc Huân chương".